# Apophylia ivoirensis
Apophylia ivoirensis es un coleóptero de la familia Chrysomelidae.
Fue descrita científicamente por primera vez en 1945 por Pic.